# Dupi (sockenhuvudort i Kina, Hubei Sheng, lat 30,80, long 115,05)
Dupi (kinesiska: 杜皮乡) är en sockenhuvudort i Kina. Den ligger i provinsen Hubei, i den centrala delen av landet, omkring 77 kilometer öster om provinshuvudstaden Wuhan. Antalet invånare är 18 816. Befolkningen består av 8 737 kvinnor och 10 079 män. Barn under 15 år utgör 12,0 %, vuxna 15-64 år 76 %, och äldre över 65 år 10,0 %.
Runt Dupi är det tätbefolkat, med 530 invånare per kvadratkilometer. Närmaste större samhälle är Jiujie, 13,1 km väster om Dupi. I omgivningarna runt Dupi växer i huvudsak blandskog.
Genomsnittlig årsnederbörd är 1 868 millimeter. Den regnigaste månaden är juli, med i genomsnitt 305 mm nederbörd, och den torraste är januari, med 48 mm nederbörd.